# Luigi Baldacci (critico letterario)
Luigi Baldacci (Firenze, 27 luglio 1930 – Firenze, 26 luglio 2002) è stato un critico letterario, giornalista e italianista italiano.

## Biografia
Figlio di un antiquario, da lui ereditò il gusto per l'arte, in modo particolare per la pittura del Seicento e per l'arte africana, di cui diventerà un raffinato collezionista, tanto da trasformare l'abitazione privata di via dei Pandolfini in una vera e propria casa-museo.
Compì gli studi classici presso il liceo Michelangelo e ottenne il diploma nell'anno accademico 1948-1949; si iscrisse quindi alla facoltà di Lettere il 15 dicembre 1949, laureandosi brillantemente e in anticipo sui tempi canonici il 26 giugno 1953 con una tesi in storia della critica letteraria intitolata Il petrarchismo del '500 nelle sue forme più colte, discussa con Giuseppe De Robertis, di cui diventò poi assistente dall'anno successivo. Dalla tesi derivarono le due prime pubblicazioni in volume: l'antologia Lirici del Cinquecento, edita da Salani, e il volume Il petrarchismo italiano nel Cinquecento, pubblicato da Ricciardi, entrambi nel 1957.
Insegnò letteratura italiana all'Università di Firenze per decenni. Annoverato tra i critici letterari italiani più significativi del Novecento, gli furono affidate le introduzioni dei I Meridiani di Massimo Bontempelli, Giovanni Papini e Aldo Palazzeschi.
Si dedicò allo studio della lirica italiana del Cinquecento, dei poeti italiani minori e dei librettisti d'opera dell'Ottocento. Si interessò anche di musica e pittura. Fu critico nei confronti della Neoavanguardia: in controtendenza rispetto alle scelte della critica letteraria a lui coeva, preferì Dossi e Imbriani a Gadda, Bontempelli a Calvino, De Roberto a Tomasi di Lampedusa.
Critico militante, collaborò principalmente alla terza pagina del quotidiano romano Il Tempo. Altri suoi scritti apparvero su Belfagor, Il Popolo, Nuova Antologia, Il Giornale d'Italia, Corriere della Sera e Alias. Una parte dei suoi testi di critica è stata raccolta nel volume Novecento passato remoto. Pagine di critica militante (2000).

## Archivio
Il fondo Luigi Baldacci, , costituito da 44 scatole, è stato donato nel maggio 2013 dall'erede del critico all'Archivio contemporaneo Alessandro Bonsanti presso il Gabinetto scientifico letterario G. P. Vieusseux.

## Opere e curatele
- Lirici del Cinquecento, a cura di Luigi Baldacci, Firenze, Salani, 1957; Milano, Longanesi, 1975.
- Il petrarchismo italiano nel Cinquecento, Milano-Napoli, Ricciardi, 1957; nuova ed. accresciuta, Padova, Liviana, 1974.
- Luigi Baldacci (a cura di), Poeti minori dell'Ottocento, vol. 1, Milano-Napoli, Ricciardi, 1958.
- Luigi Baldacci e Giuliano Innamorati (a cura di), Poeti minori dell'Ottocento, vol. 2, Milano-Napoli, Ricciardi, 1963.
- Letteratura e verità. Saggi e cronache sull'Otto e Novecento italiani, Milano-Napoli, Ricciardi, 1963.
- I Crepuscolari, Torino, ERI, 1961.
- Massimo Bontempelli, Torino, Borla, 1967.
- Le idee correnti e altre idee sul Novecento, Firenze, Vallecchi, 1968.
- Secondo Ottocento, vol. I, a cura di Luigi Baldacci, Bologna, Zanichelli, 1969.
- I critici italiani del Novecento, Milano, Garzanti, 1969.
- Libretti d'opera e altri saggi, Firenze, Vallecchi, 1974.
- Giosuè Carducci, Poesie scelte, a cura di Luigi Baldacci, con un saggio di Walter Binni, Milano, Mondadori, 1974.
- Giovanni Pascoli, Poesie, scelta e introduzione di Luigi Baldacci, Milano, Garzanti, 1974.
- Tutti i libretti di Verdi, introduzione e note di Luigi Baldacci, con una postfazione di Gino Negri, Milano, Garzanti, 1975, ISBN 9788802050577.
- Giovanni Papini, Opere. Dal Leonardo al futurismo, a cura di Luigi Baldacci, Milano, A. Mondadori, 1977.
- Massimo Bontempelli, Opere scelte, a cura di Luigi Baldacci, Milano, Mondadori, 1978.
- Tozzi moderno, Torino, Einaudi, 1993, ISBN 978-88-06-12688-9.
- La musica in italiano. Libretti d'opera dell'Ottocento, Milano, Rizzoli, 1997, ISBN 978-88-17-66072-3.
- Il male nell'ordine. Scritti leopardiani, Milano, Rizzoli, 1998, ISBN 978-88-17-66086-0.
- Novecento passato remoto. Pagine di critica militante, Milano, Rizzoli, 2000 [stampa 1999], ISBN 978-88-17-86310-0.
- Sull'Ottocento, Arbizzano-Verona, Valdonega, 2000, ISBN 978-88-85-03337-5.
- Trasferte. Narratori stranieri del Novecento, Milano, Rizzoli, 2001, ISBN 978-88-17-86806-8.
- Ottocento come noi. Saggi e pretesti italiani, Milano, Rizzoli, 2003, ISBN 978-88-17-87160-0.
- I quadri da vicino. Scritti sulle arti figurative, a cura di Alessio Martini, Milano, Rizzoli, 2004, ISBN 978-88-17-00151-9.